# Pam Kilborn
Pamela »Pam« Kilborn-Ryan, avstralska atletinja, * 12. avgust 1939, Melbourne, Avstralija.
Nastopila je na poletnih olimpijskih igrah v letih 1964, 1968 in 1972, osvojila je srebrno in bronasto medaljo v teku na 80 m z ovirami, leta 1972 pa četrto mesto v teku na 100 m z ovirami. Na igrah Britanskega imperija je osvojila tri zlate medalje v teku na 80 m z ovirami ter po eno v skoku v daljino, štafeti 4x110 jardov in štafeti 4x100 m. Dvakrat je postavila ali izenačila svetovni rekord v teku na 80 m z ovirami ter enkrat postavila svetovni rekord v teku na 100 m z ovirami.